# Eupithecia luneburgensis
Eupithecia luneburgensis là một loài bướm đêm trong họ Geometridae.